# Campeonato Universal del CMLL (2019)
El Campeonato Universal 2019 fue la décima edición del Campeonato Universal del CMLL, un torneo de lucha libre profesional producida por el CMLL que se llevó a cabo del 1 de febrero al 8 de febrero de 2019 en la Arena México de la Ciudad de México.

## Desarrollo
El torneo se desarrollara por medio de una competición a eliminación directa, donde El Terrible resultó ser el ganador de la primera eliminatoria, que se realizó el 1 de febrero resultara ganador, en la segunda eliminatoria realizada el 8 de febrero Niebla Roja obtuvo la victoria, se llevó la victoria.
La gran final se disputará el 15 de febrero.

## Participantes

### Bloque A
| Luchador           | Campeonato                                                  |
| ------------------ | ----------------------------------------------------------- |
| Bárbaro Cavernario | Campeonato Nacional de Peso Semicompleto                    |
| Carístico          | Campeonato Mundial Histórico de Peso Medio de la NWA        |
| Dragon Lee         | Campeonato Mundial de Peso Ligero del CMLL                  |
| El Terrible        | Campeonato Nacional de Peso Completo                        |
| Forastero          | Campeonato Nacional de Tríos                                |
| Gran Guerrero      | Campeonato Mundial de Tríos del CMLL                        |
| Stuka Jr.          | Campeonato Mundial Histórico de Peso Semicompleto de la NWA |
| Valiente           | Campeonato Mundial de Parejas del CMLL                      |

### Bloque B
| Luchador        | Campeonato                                                                          |
| --------------- | ----------------------------------------------------------------------------------- |
| Diamante Azul   | Campeonato Mundial de Parejas del CMLL                                              |
| El Cuatrero     | Campeonato Mundial de Peso Medio del CMLL / Campeonato Nacional de Tríos            |
| Mephisto        | Campeonato Mundial de Peso Wélter del CMLL                                          |
| Niebla Roja     | Campeonato Mundial de Peso Semicompleto del CMLL                                    |
| Sansón          | Campeonato Nacional de Tríos                                                        |
| Soberano Jr.    | Campeonato Nacional de Peso Welter                                                  |
| Último Guerrero | Campeonato Mundial de Peso Completo del CMLL / Campeonato Mundial de Tríos del CMLL |
| Volador Jr.     | Campeonato Mundial Histórico de Peso Wélter de la NWA                               |

## Torneo
|  | Primera ronda | Primera ronda   | Primera ronda |               |                 | Cuartos de final | Cuartos de final | Cuartos de final |  |                 | Semifinales     | Semifinales | Semifinales |  |             | Final       | Final | Final |  |
|  |               |                 |               |               |                 |                  |                  |                  |  |                 |                 |             |             |  |             |             |       |       |  |
|  |               |                 |               |               |                 |                  |                  |                  |  |                 |                 |             |             |  |             |             |       |       |  |
|  | 1             | El Terrible     | W             |               |                 |                  |                  |                  |  |                 |                 |             |             |  |             |             |       |       |  |
|  | 1             | El Terrible     | W             |               |                 |                  |                  |                  |  |                 |                 |             |             |  |             |             |       |       |  |
|  | 16            | Stuka Jr.       | 02:31         |               |                 |                  |                  |                  |  |                 |                 |             |             |  |             |             |       |       |  |
|  | 16            | Stuka Jr.       | 02:31         |               | El Terrible     | El Terrible      | W                |                  |  |                 |                 |             |             |  |             |             |       |       |  |
|  |               |                 |               |               | El Terrible     | El Terrible      | W                |                  |  |                 |                 |             |             |  |             |             |       |       |  |
|  |               |                 | Gran Guerrero | Gran Guerrero | 03:38           |                  |                  |                  |  |                 |                 |             |             |  |             |             |       |       |  |
|  | 9             | Valiente        | Gran Guerrero | Gran Guerrero | 03:38           | 05:16            |                  |                  |  |                 |                 |             |             |  |             |             |       |       |  |
|  | 9             | Valiente        |               |               |                 |                  |                  |                  |  |                 |                 |             |             |  |             |             |       |       |  |
|  | 8             | Gran Guerrero   | W             |               |                 |                  |                  |                  |  |                 |                 |             |             |  |             |             |       |       |  |
|  | 8             | Gran Guerrero   | W             |               |                 |                  |                  |                  |  | El Terrible     | El Terrible     | W           |             |  |             |             |       |       |  |
|  |               |                 |               |               |                 |                  |                  |                  |  | El Terrible     | El Terrible     | W           |             |  |             |             |       |       |  |
|  |               |                 | Dragón Lee    | Dragón Lee    | 10:06           |                  |                  |                  |  |                 |                 |             |             |  |             |             |       |       |  |
|  | 5             | Dragón Lee      | Dragón Lee    | Dragón Lee    | 10:06           | W                |                  |                  |  |                 |                 |             |             |  |             |             |       |       |  |
|  | 5             | Dragón Lee      |               |               |                 |                  |                  |                  |  |                 |                 |             |             |  |             |             |       |       |  |
|  | 12            | Forastero       | 04:45         |               |                 |                  |                  |                  |  |                 |                 |             |             |  |             |             |       |       |  |
|  | 12            | Forastero       | 04:45         |               | Dragón Lee      | Dragón Lee       | W                |                  |  |                 |                 |             |             |  |             |             |       |       |  |
|  |               |                 |               |               | Dragón Lee      | Dragón Lee       | W                |                  |  |                 |                 |             |             |  |             |             |       |       |  |
|  |               |                 | Carístico     | Carístico     | 05:00           |                  |                  |                  |  |                 |                 |             |             |  |             |             |       |       |  |
|  | 13            | Carístico       | Carístico     | Carístico     | 05:00           | W                |                  |                  |  |                 |                 |             |             |  |             |             |       |       |  |
|  | 13            | Carístico       |               |               |                 |                  |                  |                  |  |                 |                 |             |             |  |             |             |       |       |  |
|  | 4             | Cavernario      | 03:23         |               |                 |                  |                  |                  |  |                 |                 |             |             |  |             |             |       |       |  |
|  | 4             | Cavernario      | 03:23         |               |                 |                  |                  |                  |  |                 |                 |             |             |  | El Terrible | El Terrible | W     |       |  |
|  |               |                 |               |               |                 |                  |                  |                  |  |                 |                 |             |             |  | El Terrible | El Terrible | W     |       |  |
|  |               |                 | Niebla Roja   | Niebla Roja   | [ 4 ]           |                  |                  |                  |  |                 |                 |             |             |  |             |             |       |       |  |
|  | 3             | Último Guerrero | Niebla Roja   | Niebla Roja   | [ 4 ]           | W                |                  |                  |  |                 |                 |             |             |  |             |             |       |       |  |
|  | 3             | Último Guerrero |               |               |                 |                  |                  |                  |  |                 |                 |             |             |  |             |             |       |       |  |
|  | 14            | Diamante Azul   | 03:14         |               |                 |                  |                  |                  |  |                 |                 |             |             |  |             |             |       |       |  |
|  | 14            | Diamante Azul   | 03:14         |               | Último Guerrero | Último Guerrero  | W                |                  |  |                 |                 |             |             |  |             |             |       |       |  |
|  |               |                 |               |               | Último Guerrero | Último Guerrero  | W                |                  |  |                 |                 |             |             |  |             |             |       |       |  |
|  |               |                 | El Cuatero    | El Cuatero    | 04:02           |                  |                  |                  |  |                 |                 |             |             |  |             |             |       |       |  |
|  | 11            | El Cuatrero     | El Cuatero    | El Cuatero    | 04:02           | W                |                  |                  |  |                 |                 |             |             |  |             |             |       |       |  |
|  | 11            | El Cuatrero     |               |               |                 |                  |                  |                  |  |                 |                 |             |             |  |             |             |       |       |  |
|  | 6             | Soberano Jr.    | 04:42         |               |                 |                  |                  |                  |  |                 |                 |             |             |  |             |             |       |       |  |
|  | 6             | Soberano Jr.    | 04:42         |               |                 |                  |                  |                  |  | Último Guerrero | Último Guerrero | 06:00       |             |  |             |             |       |       |  |
|  |               |                 |               |               |                 |                  |                  |                  |  | Último Guerrero | Último Guerrero | 06:00       |             |  |             |             |       |       |  |
|  |               |                 | Niebla Roja   | Niebla Roja   | W               |                  |                  |                  |  |                 |                 |             |             |  |             |             |       |       |  |
|  | 7             | Niebla Roja     | Niebla Roja   | Niebla Roja   | W               | W                |                  |                  |  |                 |                 |             |             |  |             |             |       |       |  |
|  | 7             | Niebla Roja     |               |               |                 |                  |                  |                  |  |                 |                 |             |             |  |             |             |       |       |  |
|  | 10            | Mephisto        | 03:40         |               |                 |                  |                  |                  |  |                 |                 |             |             |  |             |             |       |       |  |
|  | 10            | Mephisto        | 03:40         |               | Niebla Roja     | Niebla Roja      | W                |                  |  |                 |                 |             |             |  |             |             |       |       |  |
|  |               |                 |               |               | Niebla Roja     | Niebla Roja      | W                |                  |  |                 |                 |             |             |  |             |             |       |       |  |
|  |               |                 | Volador Jr.   | Volador Jr.   | 05:04           |                  |                  |                  |  |                 |                 |             |             |  |             |             |       |       |  |
|  | 15            | Volador Jr.     | Volador Jr.   | Volador Jr.   | 05:04           | W                |                  |                  |  |                 |                 |             |             |  |             |             |       |       |  |
|  | 15            | Volador Jr.     |               |               |                 |                  |                  |                  |  |                 |                 |             |             |  |             |             |       |       |  |
|  | 2             | Sansón          | 03:21         |               |                 |                  |                  |                  |  |                 |                 |             |             |  |             |             |       |       |  |
|  | 2             | Sansón          | 03:21         |               |                 |                  |                  |                  |  |                 |                 |             |             |  |             |             |       |       |  |
|  |               |                 |               |               |                 |                  |                  |                  |  |                 |                 |             |             |  |             |             |       |       |  |